# Neil Fox
Pas d'image ? Cliquez ici

a Compétitions nationales et continentales officielles uniquement.

b Matchs officiels uniquement.
Neil Fox, né le 4 mai 1939 à Sharlston (Angleterre), est un joueur anglais de rugby à XIII évoluant au poste de centre dans les années 1950, 1960 et 1970. Ayant débuté à seize ans professionnellement, Fox a passé la majeure partie de sa carrière au sein du club de Wakefield avec lequel il a remporté le Championnat d'Angleterre en 1967 et 1968 ainsi que la Challenge Cup en 1960, 1962 et 1963. Il effectue des passages au sein de Bradford, Hull KR, York City, Bramley et Huddersfield. Il a été sélectionné à vingt-neuf reprises en sélection de Grande-Bretagne. Il a été introduit au Temple de la renommée du rugby à XIII britannique en 1989.

## Biographie
En 1984, André Passamar dit de lui qu'il est « le joueur le plus efficace du monde », puisqu'il aura marqué 6 220 points entre 1956 et 1979.

## Palmarès
- Collectif :
  - Vainqueur du Championnat d'Angleterre : 1967 et 1968 (Wakefield).
  - Vainqueur de la Challenge Cup : 1960, 1962 et 1963 (Wakefield).
  - Finaliste du Championnat d'Angleterre : 1960 et 1962 (Wakefield).
  - Finaliste de la Challenge Cup : 1968 (Wakefield).

- Individuel :
  - Élu meilleur joueur de la finale de la Challenge Cup : 1962 (Wakefield).